# Rosenberg (Ostalb)
Rosenberg là một thị xã nằm ở huyện Ostalbkreis thuộc bang Baden-Württemberg, Đức.